# Невидимка (роман Еллісона)
«Невидимка» (англ. Invisible Man) — роман Ральфа Еллісона, що вийшов у видавництві «Рендом Хаус» 1952 року. У ньому розглядаються багато соціальних та інтелектуальних проблем, з якими афроамериканці стикалися на початку XX століття, зокрема чорний націоналізм, взаємозв'язок між чорною ідентичністю і марксизмом і реформістська расова політика Букера Т. Вашингтона, а також питання індивідуальності та особистої ідентичності. Роман виграв Національну книжкову премію США в галузі художньої літератури 1953 року. 1998 року «Сучасна бібліотека» поставила «Невидимку» на 19-е місце у списку 100 найкращих англомовних романів XX століття. Журнал Time заніс роман до списку «TIME 100 найкращих англомовних романів з 1923 по 2005 рік», назвавши його «типовою американською пікарескою XX століття», а не «расовим романом чи навіть романом виховання». Роман увійшов до списку Всесвітньої бібліотеки 100 найкращих книг усіх часів та народів, складеного Норвезьким книжковим клубом. Малкольм Бредбері та Річард Руланд визнають у ньому екзистенційне бачення з «абсурдністю, подібною до Кафки». Згідно з The New York Times, Барак Обама змоделював свої мемуари 1995 року «Мрії мого батька» за романом Еллісона.

## Персонажі
- невидимка — безіменний головний герой, чорний чоловік, який бореться з питанням власної ідентичності та невидимості в суспільстві, поділеному за расовими ознаками.
- Рас Експортер — мілітаристський чорний націоналіст, який пропагує насильство і революцію, протистоячи більш пасивному підходу головного героя.
- доктор Бледсо — президент чорного коледжу, де навчається головний герой, маніпулює іншими, щоб зберегти свою владу та вплив.
- брат Джек — лідер Братства, політичної організації, який завербовує головного героя для її справи, але має свої власні приховані плани.
- Тод Кліфтон — колишній член Братства, розчарований в організації, який стає трагічною фігурою в історії.
- Мері Рамбо — добросердечна жінка, яка надає головному герою притулок і стає для нього материнською фігурою.
- Сибіл — біла жінка, яка вступає в стосунки з головним героєм, символізуючи расову динаміку та експлуатацію в суспільстві.